# Sertularia bicuspidata
Sertularia bicuspidata är en nässeldjursart som beskrevs av Jean-Baptiste Lamarck 1816. Sertularia bicuspidata ingår i släktet Sertularia och familjen Sertulariidae. Inga underarter finns listade i Catalogue of Life.